# George Molnar
George Molnar (14 de maio de 1934 – 1999) foi um filósofo nascido na Hungria cuja principal área de interesse foi a metafísica. Molnar passou parte da infância e a adolescência na Austrália. Ao final dos anos 1960s, Molnar se focou nas práticas da extrema esquerda. Nesse período, o departamento de filosofia da Universidade de Sydney se dividiu, e Molnar ficou no então criado departamento de filosofia geral, focado no marxismo, no feminismo e na revolução. Não contente com isso, algum tempo depois Molnar considerou moralmente errado investir dinheiro público em uma instituição como a Universidade de Sydney, e por isso resignou do seu cargo de professor e foi para a Inglaterra, onde ficou entre 1976 e 1982, e viveu em uma comuna em Leeds. De volta a Sydney, na Austrália, Molnar se tornou um servidor público em uma autarquia dedicada aos veteranos da Guerra do Vietnã. Por volta de 1996 ele voltou a manter contato com os filósofos da Austrália. Como filósofo, Molnar publicou dois artigos nos anos 1960s e dois artigos nos anos 1990s. Seu livro Powers: A Study in Metaphysics foi publicado postumamente em 2003.
Molnar foi um apostador, e chegou a abandonar a faculdade para tentar a vida como jogador profissional. Seus outros interesses incluiam a filatelia e a história da Austrália colonial (particularmente as ferrovias). Também foi taxista, condutor de bonde, advogado de sindicato e servidor público.

## Infância e juventude
Os pais de Molnar eram judeus de classe média de Budapeste. A família foi separada antes da Segunda Guerra Mundial, e George cuidou da sua mãe durante as perseguições anteriores à guerra, o Cerco de Budapeste e a peregrinação através de diversos campos de refugiados, até que em 1951 a família se reuniu na Austrália.
A família de Molnar escapou de Budapeste com a ajuda do diplomata sueco Raoul Wallenberg, que usou documentos falsos e a neutralidade da Suécia para ajudar centenas de judeus a se salvar do nazismo.

## Carreira
Em 1953, Molnar iniciou os estudos de economia na Universidade de Sydney, mas no último ano de graduação mudou para a área de filosofia, então liderada na universidade pelos filósofos John Anderson (metafísico realista com quem Molnar estudou em 1956) e John Mackie. Posteriormente, Anderson o indicou para o cargo de bolsista sênior.
Inicialmente, Molnar lecionou filosofia política na universidade. No entanto, com a chegada em 1966 do filósofo estadunidense C. B. Martin à Universidade de Sydney (anteriormente Martin estava na Universidade de Adelaide, cujo departamento de filosofia era liderado pelo filósofo J. J. C. Smart), Molnar se voltou para a metafísica (isto é, ao estudo do ser enquanto ser), principalmente às discussões da causalidade e das capacidades (ou poderes, no vocabulário de Molnar), tema que se tornou o foco central da sua pesquisa.
Em 1976, Molnar resigna ao cargo de professor, por considerar moralmente errado o investimento do dinheiro público na Universidade de Sydney. Por volta de 1996 ele volta à universidade, publica artigos de metafísica e deixa quase pronto o livro Powers: a study in metaphysics, que é editado por Stephen Mumford.

## Atividade política
Nos anos 1950s e 1960s Molnar foi um membro importante da Libertarian Society da Universidade de Sydney, e esteve associado ao Sydney Push.
Molnar fazia parte da ala intelectual do movimento Sydney Push, defensor do antiautoritarismo e da liberdade sexual.
Nos anos 1970s, Molnar foi um participante ativo dos protestos promovidos no departamento de filosofia. Ele resignou ao cargo na Universidade de Sydney em 1976 e se mudou para a Inglaterra, onde participou do grupo esquerdista Big Flame. Na Inglaterra, suas causas eram o desarmamento nuclear, a revolução e os direitos das mulheres, das crianças e dos homoafetivos.